# Спурий Постумий Альбин Павлул
Спу́рий Посту́мий Альби́н Павлу́л (лат. Spurius Postumius Albinus Paullulus; умер, по одной из версий, вскоре после 171 года до н. э.) — римский политический деятель и военачальник из патрицианского рода Постумиев, консул 174 года до н. э. В 171 году до н. э. возглавил римское посольство в Восточное Средиземноморье.

## Происхождение
Спурий Постумий принадлежал к одному из знатнейших патрицианских родов Рима, упоминающемуся в источниках, начиная с первого десятилетия Римской республики. Капитолийские фасты называют преномен отца и деда Спурия Постумия — Авл; отсюда делается вывод, что Спурий был, вероятно, внуком консула 242 года до н. э. Авла Постумия Альбина. Его братьями были Авл Постумий Альбин Луск (консул 180 года до н. э.) и Луций Постумий Альбин, консулы 180 и 173 годов до н. э. соответственно.
Агномен Павлул («невысокий») Спурию Постумию дали, чтобы отличать его от братьев.

## Биография
Первое упоминание о Спурии Постумии в сохранившихся источниках относится к 183 году до н. э., когда он занял должность претора и получил в управление провинцию Сицилия. Старший брат Альбина Павлула, Альбин Луск, был претором двумя годами ранее; есть гипотеза, что и на предыдущую ступень карьеры, должность курульного эдила, Спурий Постумий поднялся на два года позже, чем брат, то есть в 185 году до н. э. Выборы на этот год проводил его двоюродный брат, Спурий Постумий Альбин, от которого Альбин Павлул мог получить поддержку. Плиний Старший упоминает в своей «Естественной истории» эдила Спурия Альбина, но неизвестно, о ком именно идёт речь.
В 174 году до н. э. Спурий Постумий стал консулом совместно с незнатным плебеем Квинтом Муцием Сцеволой. Девятилетний интервал между претурой и консулатом был необычен для столь знатного нобиля (закон Виллия определял всего лишь трёхлетний минимум) и может объясняться тем, что всю первую половину 170-х годов в политической жизни Рима господствовал конкурировавший с Постумиями плебейский род Фульвиев. В 174 году Постумии снова начали брать верх, сосредоточив в своих руках ряд высших должностей: старший брат Павлула Авл Постумий стал цензором, а младший, Луций Постумий, победил на очередных консульских выборах. О консулате Альбина Павлула неизвестно почти ничего из-за обширных лакун в сохранившемся тексте 41-й книги «Истории Рима от основания города» Тита Ливия. Источники сообщают только, что Альбин и Сцевола должны были набрать два легиона для армии, но столкнулись с серьёзными проблемами из-за масштабной эпидемии.
В 171 году до н. э., когда началась Третья Македонская война, Спурий Постумий возглавил посольство, отправившееся на Родос и далее, в города Малой Азии. Больше он не упоминается в источниках — возможно, он вскоре умер.